# 麵團

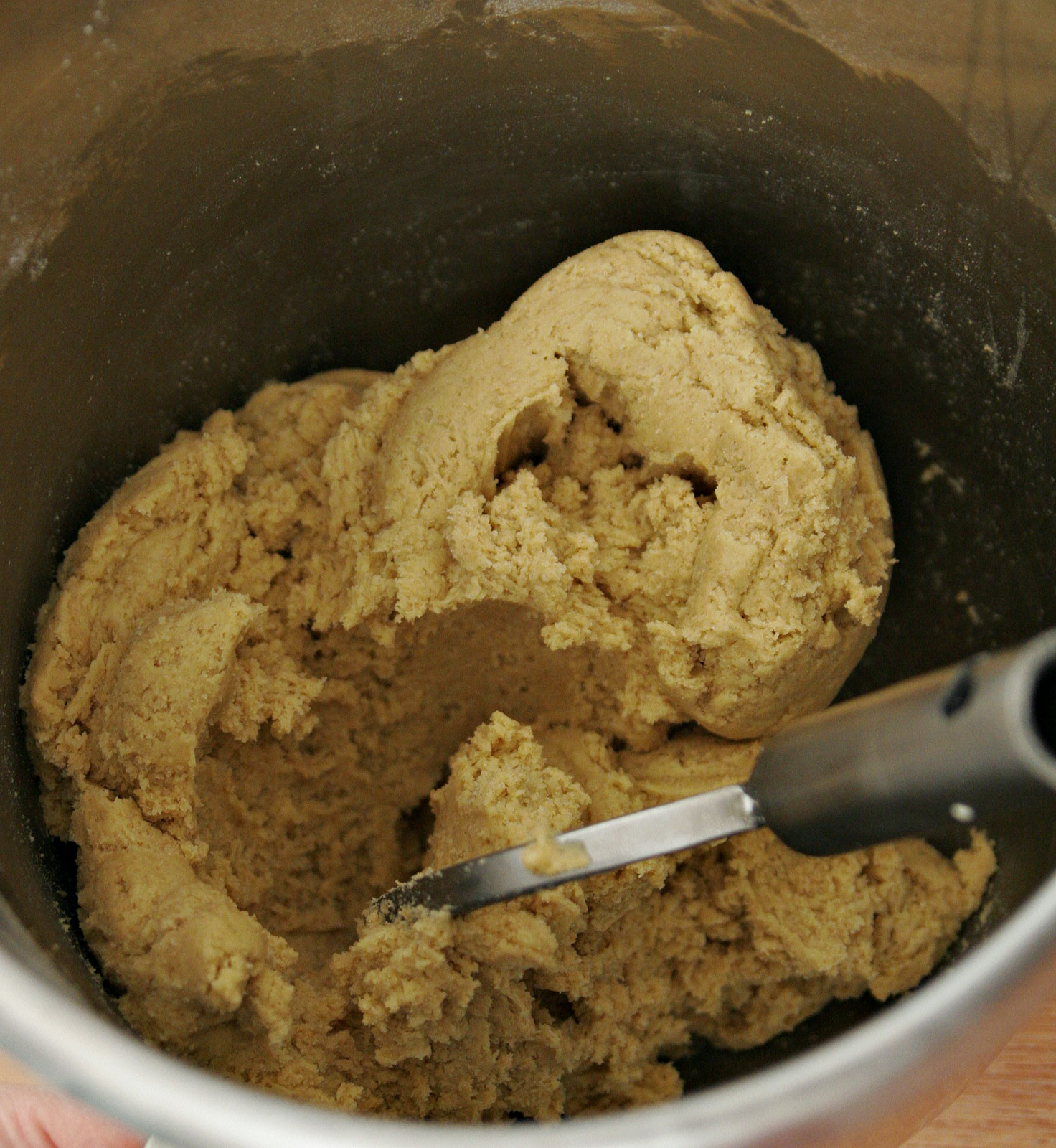
生麵團

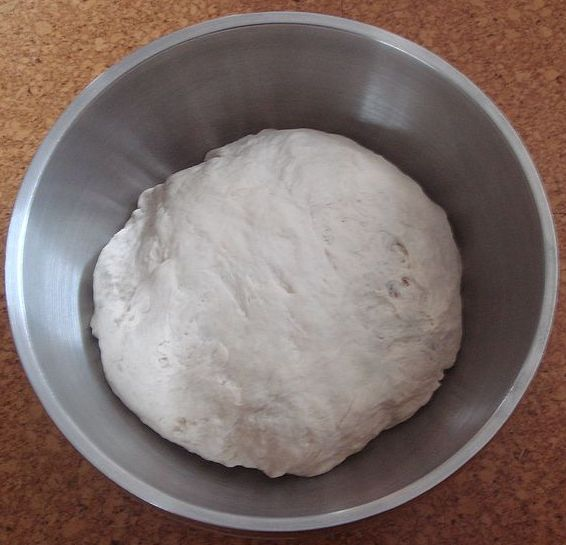
未發酵的麵團

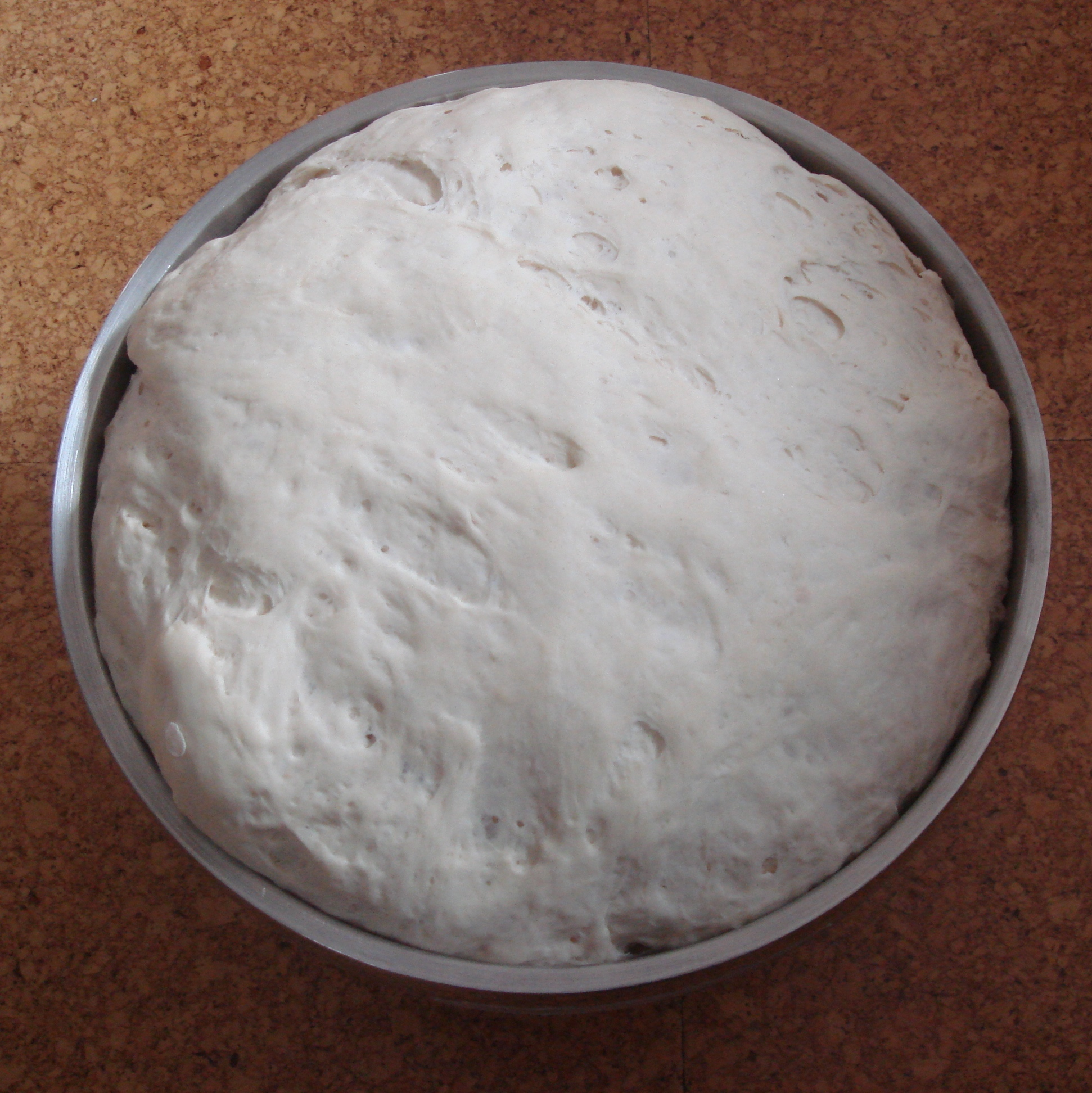
發酵40分鐘後的麵團

麵團是一種溼潤、黏稠、柔軟的團狀物，以糧食（穀類）或莢果碎粒作為原料，加入麵粉和少量的水混合而成。製作生麵糰通常是製作麵包、意式麵食、麵條、糕點、餅乾和玛芬等食物時的前置作業步驟。生麵團是指未加入酵母進行發酵的麵團，麵團則是各類麵團的總稱。

## 類型
在印度中部的許多地方，當地的居民會製作速成的烤麵糰，稱作帕地（baati）。
無酵餅如亞美尼亞脆餅、逾越節薄餅和玉米粉圓餅等在現今的世界中被廣泛的食用。
由穀物粉或荚果為原料，加入酵母所製成的發酵麵糰有許多用途。包括可做出用小麦、玉米、稻米和其他穀物或類似碎粒製成的麵包。
油炸麵食在許多文化中都十分常見。

## 作用机理
於面粉中加入水后，反复机械揉压面团，再把面团放置若干小时，可以增加面团的弹性、韧性与筋道。其作用机理是把面团中的蛋白质的硫氢键氧化为二硫键。二硫键越多，可以使蛋白质分子结合起来形成大分子网络结构，增加面团持气性、弹性和韧性。氧化过程可以降低面粉中蛋白酶的活性，从而保护了面团的筋力和工艺性能。並且，氧化过程还能分解面粉中的植物色素（类胡萝卜素），从而漂白了面粉。
因此，也可在揉麵前加入氧化剂（食品添加剂），从而提高面团的筋力。